# عسل‌خوار نوک‌تیز
عسل‌خوار نوک‌تیز (نام علمی: Melithreptus validirostris) گونه‌ای از پرندگان تیرهٔ عسل‌خواران (Meliphagidae) است. این یکی از دو گونه از سردهٔ Melithreptus بومی تاسمانی است. زیستگاه طبیعی آن جنگل معتدله است.